# هارولد قاولد
هارولد قاولد (بالإنجليزية: Harold Gould)‏ هو لاعب كرة قاعدة أمريكي، ولد في 29 سبتمبر 1924 في Fairfield Township, Cumberland County, New Jersey ‏ في الولايات المتحدة، وتوفي في 9 نوفمبر 2012.